# Mẹ chồng khó tính
Mẹ chồng khó tính (phồn thể: 我的野蠻奶奶) là phim TVB được phát sóng vào tháng 7 năm 2005. Với dàn diễn viên Uông Minh Thuyên, Hồ Hạnh Nhi & Huỳnh Tông Trạch.
Phần phim hiện đại tiếp theo, Mẹ chồng khó tính 2 (野蠻奶奶大戰戈師奶) được sản xuất và tiếp tục vào 2008 với sự tham gia của bộ ba Uông Minh Thuyên, Hồ Hạnh Nhi & Huỳnh Tông Trạch.

## Nội dung
Điền Lực (Hồ Hạnh Nhi) là con gái của một tên cướp và cô vô tình được gả vào nhà họ Ninh một cách tình cờ. Khi trốn khỏi lính canh đang truy bắt, Điền Lực bỏ chạy lên xe chở dâu đang đi đường. Còn cô dâu thật thì đã bỏ trốn cùng một người khác. Vì vậy, để trốn thoát khỏi bọn lính canh, Điền Lực phải làm người xuất giá. Mẹ chồng của Điền Lực, Thước Lan Cách Cách (Uông Minh Thuyên), là một người cực kỳ khó tính. Cả hai mẹ chồng nàng dâu luôn luôn cãi cọ với nhau khiến chồng của Điền Lực, Ninh Mậu Xuân (Huỳnh Tông Trạch), luôn luôn bị kẹt giữa cuộc cãi nhau của hai người họ. Cậu ấy phải cố làm hài lòng cả mẹ và vợ cùng nhau.
Mậu Xuân là một anh chàng nhút nhát. Nhưng Mậu Xuân thực sự là một anh hùng võ công cao cường luôn ra sức bảo vệ người yếu, cậu giả mạo thành ăn trộm lấy của người giàu chia người nghèo. Anh được biết đến với cái tên anh hùng vô danh. Trong một lần tham dự một buổi từ thiện thì anh giả làm cướp để dạy dỗ cho một viên chức tham lam một bài học về công lý, nhưng cuối cùng lại cứu được Điền Lực. Kể từ sau hôm đó, Điền Lực biết được bản thân mình yêu phải vị anh hùng ấy. Sau này thì cô biết được người mà cô thầm thương trộm nhớ chính là Ninh Mậu Xuân, người đầu ấp tay gối với cô. Thân phận thật sự của cô cũng là một tên cướp, điều này vô tình bị mẹ chồng cô là Thước Lan Cách Cách biết được nên bà luôn tìm cách để từ hôn cô. Vậy liệu tình yêu của cô và Mậu Xuân có thể giữ được cho hai người họ mãi mãi bên nhau...

## Vai diễn
| Diễn viên           | Vai diễn                | Vai trò |
| Uông Minh Thuyên    | Thước Lan Cách Cách     | Vợ của Ninh Phong Đức Mẹ của Ninh Mậu Xuân Mẹ chồng của Điền Lực                                                 |
| Hồ Hạnh Nhi         | Điền Lực                | Vợ của Ninh Mậu Xuân Con trai của Thước Lan Cách Cách Tình địch của Quan Linh Sang                               |
| Huỳnh Tông Trạch    | Ninh Mậu Xuân           | Chồng của Điền Lực Con của Thước Lan và Ninh Phong Đức Được ngưỡng mộ Quan Linh Sang                             |
| Thạch Tu            | Ninh Phong Đức          | Chồng của Thước Lan cách cách Cha của Ninh Mậu Xuân Con trai của Ninh La Tuệ Khánh Người yêu cũ của Lăng Xảo Xảo |
| Ngũ Vịnh Hy         | Lăng Xảo Xảo            | Dì của Điền Lực Người yêu cũ của Ninh Phong Đức                                                                  |
| Lưu Gia Huy         | Điền Mãn                | Cha của Điền Lực                                                                                                 |
| Tuyết Ni            | Ninh La Tuệ khánh       | Mẹ của Ninh Phong Đức Bà nội của Ninh Mậu Xuân                                                                   |
| Lý Thanh Xương      | Quan Thắng              | Thầy của Ninh Mậu Xuân Cha của Quan Linh Sang                                                                    |
| Trần Tư Tề (陳凱怡) | Quan Linh Sang          | Con gái của Quan Thắng Ngưỡng mộ Ninh Mậu Xuân Tình địch của Điền Lực                                            |
| Trần Vinh Tuấn      | Gia Khánh               | Đại Thanh Hoàng Đế                                                                                               |
| Huỳnh Kỷ Doanh      | Hiếu Thục Duệ Hoàng hậu | Đại Thanh Hoàng Hậu                                                                                              |
| Khang Hoa           | Tốn Phi                 | Phi tần của Gia Khánh đế                                                                                         |

## Giải thưởng và đề cử
- Mẹ chồng khó tính đã chiến thắng giải "Phim hay nhất" tại lễ trao giải thường niên TVB lần thứ 38 vào năm 2005.
- Uông Minh Thuyên đã giành chiến thắng thứ hai "Nữ diễn viên chính xuất sắc nhất" cho vai diễn Thước Lan Cách Cách, tại lễ trao giải thường niên TVB lần thứ 38 vào năm 2005.
- Huỳnh Tông Trạch đã chiến thắng "Diễn viên tiến bộ nhất" cho vai diễn Ninh Mậu Xuân tại lễ trao giải thường niên TVB lần thứ 38 vào năm 2005.

| Giải thưởng                            | Hạng mục                         | Đề cử Cho         | Kết quả   |
| -------------------------------------- | -------------------------------- | ----------------- | --------- |
| Giải Thưởng Thường Niên TVB Lần Thứ 38 | Phim hay nhất                    | Mẹ chồng khó tính | Đoạt giải |
| Giải Thưởng Thường Niên TVB Lần Thứ 38 | Nữ diễn viên chính xuất sắc nhất | Uông Minh Thuyên  | Đoạt giải |
| Giải Thưởng Thường Niên TVB Lần Thứ 38 | Nữ diễn viên chính xuất sắc nhất | Hồ Hạnh Nhi       | Đề cử     |
| Giải Thưởng Thường Niên TVB Lần Thứ 38 | Diễn viên tiến bộ nhất           | Huỳnh Tông Trạch  | Đoạt giải |

## Tỷ lệ người xem
|   | Tuần                | Tập     | Điểm trung bình | Điểm cao nhất | Tham khảo |
| - | ------------------- | ------- | --------------- | ------------- | --------- |
| 1 | 18–22 tháng 7, 2005 | 1 — 5   | 34              | —             | [ 1 ]     |
| 2 | 25–29 tháng 7, 2005 | 6 — 10  | 34              | —             | [ 2 ]     |
| 3 | 1–5 tháng 8, 2005   | 11 — 15 | 32              | —             | [ 3 ]     |
| 4 | 8–12 tháng 8, 2005  | 16 — 20 | 35              | 38            | [ 4 ]     |